# 白いカイト
『白いカイト』（しろいカイト）は、MY LITTLE LOVERの2枚目のシングル。

## 解説
- 発売当初は大きなヒットにならなかったものの、次作『Hello, Again 〜昔からある場所〜』のヒットにより、デビュー作『Man & Woman』と共に売上を伸ばしている。
- カップリング曲は無く、2曲目にタイトル曲のインストのみ収録されている。
- 2004年にジョンソン・エンド・ジョンソン「タイレノール」CM曲に起用された。
- シングル発売時の作詞者クレジットは"KATE"となっていたが、アルバム『evergreen』収録時には小林の単独名義に修正されている。この"KATE"は"Kenji Akko Takeshi Ensemble"の略語を意味し、女性が作詞しているイメージを作るために小林が付けた共作名義であったが、実際は小林が単独で製作したものであったことが変更の理由である。
- 2021年7月5日からサントリーのチューハイ「ほろよい 白いサワー」のCM曲に起用された。（ほろよい『夏は白いサワーだ。』篇15秒　サントリーチャンネル 2021年7月5日閲覧）

## 収録曲
1. 白いカイト (5:01)
作詞・作曲：小林武史 / 編曲：小林武史 & MY LITTLE LOVER
  - アルバム『evergreen』にはシングルとは別音源で収録されている。スネアドラムとエレキギターのディストーションが互いに主張してクラッシュしてしまい、「ちょっと耳にうるさい」という理由のため、ミックスダウンをやり直したとのこと(ALICE IN WONDERLANDより)。
2. 白いカイト (instrumental version) (4:57)
作曲：小林武史 / 編曲：小林武史 & MY LITTLE LOVER

## 収録アルバム
- evergreen (#1、アルバムバージョン) (1995年12月5日）
- singles (#1) (2001年12月12日）
- organic (#1、アコースティック・ヴァージョン) (2002年12月11日）
- akko (#1) (2006年12月6日）
- Best Collection (#1) (2010年5月5日）
- evergreen+ (#1、アルバムバージョン) (2015年11月25日)

## カバー
- 柴咲コウ - カバーアルバム『続こううたう』（2016年7月20日発売）に収録[1]。